# Абстракционизм
Абстракциони́зм (abstract art)  (лат. abstractus — «отвлечённый», беспредметное искусство, абстрактное искусство) — направление в искусстве XX века, в котором вместо обычного изображения используется система чисто формальных элементов, таких как линия, плоскость, цветовое пятно и отвлечённая конфигурация.
Абстракционизм проявлен не только в живописи и скульптуре, но и во всех остальных видах искусства, в первую очередь в музыке.
Абстрактный язык в искусстве появился в древних временах, о чём свидетельствуют абстрактные орнаменты на поверхностях древнейших артефактов. До сих пор дискуссионным остаётся вопрос, что появилось раньше, абстрактное или реалистическое искусство.
Абстрактная живопись появилась в начале XX века, когда идея рисовать абстрактные формы овладела сознанием художников.
Наиболее известными художниками-абстракционистами являются: Василий Кандинский (основатель), Казимир Малевич, Александр Родченко, Франтишек Купка, Артур Доув, Франсис Пикабиа, Михаил Ларионов, Пит Мондриан, Пауль Клее, Эль Лисицкий, Александр Архипенко, Робер Делоне, Джексон Поллок, Барнет Ньюмен, Марк Ротко, Клиффорд Стилл, Марк Тоби, Франц Клайн, Павел Филонов, Юрий Злотников, Виктор Вазарели, Арнульф Райнер, Антони Тапиес, Виллем де Кунинг, Герхард Рихтер, Джерри Зенюк, Брайс Марден, Иван Марчук, Бриджит Райли, Сай Твомбли, Эльсуорт Келли, Евгений Чубаров.
Для творчества абстракционистов характерен универсализм, абстрактное искусство представляется как универсальная модель миропорядка. Работая с первичными элементами живописного языка, художники обращаются к общим и фундаментальным композиционным принципам.
Распространена версия, что ЦРУ использовало абстракционизм для борьбы с СССР.

## История

### Начало. 10—30-е годы XX века
В 1910-х годах живописцы Европы и США создают первые абстрактные произведения искусства; пионерами абстракционизма стали: Василий Кандинский, Артур Доув, Франтишек Купка, Пит Мондриан, Франсис Пикабиа, Робер Делоне, Казимир Малевич. Термин беспредметное искусство, использовавшийся на западе как синоним абстракционизма, заимствован В. Кандинским из творчества Андрея Белого.
В 1910 году в Германии, в Мурнау-ам-Штаффельзе, Василий Кандинский написал «Первую абстрактную акварель» («Без названия»), которая в настоящее время находится в Национальном центре искусства и культуры Жоржа Помпиду. По воспоминаниям Кандинского, идея абстрактности живописи у него возникла, когда он перевернул картину Клода Моне и заметил, что в перевёрнутом виде она выглядит лучше.
Эстетические концепции первых абстракционистов предполагали, что художественное творчество отражает закономерности мироздания, скрытые за внешними, наносными явлениями действительности. Эти закономерности, интуитивно постигаемые художником, выражались через соотношение абстрактных форм.
В 1911 году Альфред Стиглиц знакомит Артура Доува с абстрактными произведениями Василия Кандинского, как следствие в период с 1911 по 1912 год Артур Доув создаёт серию абстрактных рисунков пастелью, которые были выставлены в 1912 году в Нью-Йоркской фотогалерее «291» на 5-й авеню, это была не только первая выставка абстрактного искусства в Америке, но и первая в мировой истории выставка, на которой экспонировались только произведения абстрактной живописи. С 1905 по 1917 годы директором и владельцем фотогалереи «291» был А. Стиглиц.
В октябре 1912 года на Парижской выставке Salon de la Section d’Or, Франтишек Купка выставил полноценное абстрактное живописное произведение размером около 2-х метров, выполненное маслом на полотне «Фигура в двух цветах»
В 1913 году в трёх городах США (Нью-Йорк, Чикаго, Бостон) прошла Арсенальная выставка, демонстрировавшая 1250 произведений, 30 % из которых были привезены из Европы, а 70 % были американские авторы. Выставку посетили около 300 000 человек. Арсенальная выставка перевернула представления американского общества о таком явлении, как современное искусство и стала отправной точкой развития современного искусства в США. Инициаторами проведения этой выставки были Гертруда Уитни и Альфред Стиглиц.
В декабре 1915 года в Петрограде открылась выставка «0,10» (НОЛЬ-ДЕСЯТЬ). На этой выставке была выставлена картина Казимира Малевича «Чёрный квадрат».
В 1921 году в Москве проходит выставка «ОБМОХУ». Это выставка абстрактного искусства, на которой впервые в мировой истории сама инсталляция АртОбъектов была осуществлена в новой концепции, комплементарной идеям выставленных абстрактных произведений искусства. До этого времени все выставки абстрактного искусства принципиально ни чем не отличались от выставок старого реалистического искусства прошлых веков, на которых абстрактные картины были развешаны по стенам залов примерно также, как пейзажи Шишкина или другие реалистические полотна старой школы.
В 1926 году выходит книга В. Кандинского «Точка и линия на плоскости», книга была впервые выпущена в 1926 году в Мюнхене, в издательстве Альберта Лангена, серия «Книги Баухауза» под редакцией Вальтера Гропиуса и Ласло Мохоли-Надь. В этой книге Василий Кандинский изложил своё понимание теории абстрактной живописи. На первых страницах книги автор утверждает, что его книга это первая в мировой истории попытка начать создавать научно обоснованную теорию искусства, что это только первый шаг по изучению сложных и бесконечных, объективно существующих, законов формирования и восприятия абстрактных форм.
В период с 1920 по 1930 год главным и единственным в мире крупным центром концентрации художников абстракционистов был Париж.
19 июля 1937 года в Мюнхене открылась выставка «Entartete Kunst» — дегенеративное искусство — на выставке экспонировались около 650 произведений современного искусства, конфискованных спецслужбами по заданию Национал-социалистической немецкой рабочей партии в 32 музеях Германии. Выставка объехала 12 городов Германии и, её посетили 3 миллиона зрителей (такой рекорд посещаемости был превзойдён лишь в 2000-х годах). По окончании выставки декларировалось полное уничтожение всей коллекции абстрактного и полуабстрактного искусства, как артефактов чуждой антигерманской культуры. Но из-за очень высоких цен на некоторые полотна, часть коллекции всё-таки решили сохранить с целью дальнейшей продажи.

### 40—50-е годы XX века
В конце 1940-х годов, после того как дискриминируемые нацистами и коммунистами, многие европейские художники абстракционисты эмигрировали в США, Нью-Йорк стал новым мировым центром абстрактного искусства, в США впервые в истории Америки появилось передовое современное искусство, представителями которого были как иммигранты, так и родившиеся в Америке. Художники этой волны вошли в историю как «нью-йоркская школа» Джексон Поллок, Марк Ротко, Барнет Ньюмен, Клиффорд Стилл, Марк Тоби, Франц Клайн, Виллем де Кунинг, Аршиль Горки, они провозгласили своим методом «бессознательность» и автоматизм творчества, непредвиденность эффектов («живопись действия»). В их эстетических концепциях беспредметная композиция становилась самодостаточным объектом, исключавшим ассоциации с действительностью.
Европейским аналогом нью-йоркской школы был ташизм, представителями которого были Ханс Хартунг, Пьер Сулаж, Вольса, Жорж Матьё. Художники стремились использовать неожиданные, нестандартные сочетания цвета и фактур, скульпторы Эдуардо Чильида, Сеймур Липтон и другие создавали композиции с применением нетривиальных способов обработки материалов.

### 60—70-е годы XX века
В 1960—1970-х гг. заметным течением в абстракционизме становится развивавший принципы геометрической абстракции оп-арт, использующий оптические иллюзии восприятия плоских и пространственных объектов — Бриджит Райли, Виктор Вазарели.
Параллельно возникла постживописная абстракция, принципами которой стало сокращение и предельное упрощения живописных форм; унаследовав правильные геометрические формы от геометрической абстракции, постживописная абстракция скругляет, «смягчает» их. Заметные представители этого направления — Фрэнк Стелла, Эльсуорт Келли, Кеннет Ноланд.
Ещё одним ответвлением абстрактного искусства, появившегося в это же время, стал минимализм — Барнет Ньюмен, Сол Левитт

### 80—90 годы XX века
В 1980—1990-х гг. кризис постмодерна распространился и на абстрактное искусство. Многие кураторы и художники того времени высказывали мысли, что наступил конец истории живописи и ничего нового, сопоставимого по значимости с картинами великих абстракционистов XX, уже создано не будет. В это время не появилось ничего принципиально нового, свой творческий «путь абстракциониста» продолжали художники родом из 1960-х, такие как Арнульф Райнер, Герхард Рихтер, Джерри Зенюк, Брайс Марден, Иван Марчук, Бриджит Райли, Сай Твомбли, Эльсуорт Келли, Юрий Злотников.
В этот период появляется новое понятие The New New Art, то есть новое искусство появляющееся после кризиса постмодерна.
Кеннет Ноланд в своей статье 2004 года «More On Mainstream Modernist Painting and The New New» — «Более подробно о мейнстриме в живописи модернистской и новой новой» — здесь излагая своё виденье истории живописи периода 1980-90-х годов, предлагает список наиболее интересных новых художников абстракционистов: Bill Kort, Dan Christensen, Gorden Terry, James Hendricks, James Walsh, Jean Miotte, Lauren Olitski, Mark Raush, Neil Marshall, Pat Lipsky, David Reed, Clay Ellis, Giuseppe Albi, Declan O’Mahoney, Walter Darby Bannard, Jules Olitski, Ann Walsh, Darryl Hughto, Susan Roth, Peter Bradley, Robert Scott, Sandi Sloan, John Hoyland, John MacLean, John Griefen, Jill Nathenson, Larry Zox, Molly Morris, Stephen Achimore, Scott Bennet, Ronnie Landfield, Sheila Gehrling, Harold Feist, Frank Bowling, Francine Tint, Terry Keller, Doug Haynes, Jeremy Down, Kikuo Saito, Jiri Malik, Randi Bloom, Michael Williams, Paula DeLuccia, Joseph Marioni, Morris Louis, Jules Olitski, Helen Frankenthaler, Friedel Dzubas, Jack Bush.

### 2000-е годы
С начала XXI века новым массовым явлением стала монументальная абстрактная живопись в виде граффити и муралов. И хотя само явление урбанистическое граффити появились в 1960-х годах, абстрактные формы граффити начали массово развиваться только на рубеже XX и XXI веков.
По своей художественной сути граффити и муралы это одно и то же, мурал от граффити отличается противоположным правовым статусом. Отличие в том, что граффити — это когда художник самостоятельно находит стену и рисует без согласования с её владельцем, а мурал — это его противоположность, то есть искусство согласованное с владельцем стены.
Решающим фактором для появления новой абстрактной граффити культуры стало массовое внедрение интернета, художники со всего мира впервые в истории получили быстрый доступ к актуальной информации. Всемирный обмен художественными идеями стал происходить очень быстро и втянул в оборот социальные группы для которых в доинтернетную эпоху доступ к информации о современном искусстве был невозможен.
Новые художники рисующие красками-спреями в балончиках на стенах городов, и эскизы на компьютерах, радикально отличались образом жизни и творческими методами от абстракционистов предшествующих генераций, и как следствие им открылись новые горизонты искусства, за которыми проявлялись новые формы и новые художественные приёмы.
В это же время начался процесс музеефикации абстрактных граффити, способы музеефикации используют разные, в том числе и затаскивание в залы музеев стен с граффити, выпиленных из городского ландшафта.

### 2010-е годы
В 2010-е годы принципиально новым направлением абстрактной живописи стал параметризм. Термин «параметризм» впервые был запущен в массовый оборот после публикации книги Патрика Шумахера «Манифест параметризма», вышедшей в свет в 2008 году. В этой книге Патрик Шумахер доказывает, что параметризм, появившийся в 1990-е годы как новый стиль, основанный на новых принципах компьютерного моделирования, - это новый глобальный стиль, пришедший на смену стилю модерн; параметризм, зародившийся в архитектуре, неизбежно распространится на все сферы человеческой деятельности, в том числе на абстрактное искусство. Новые формы абстрактной параметрической живописи появились в результате слияния параметрического архитектурного опыта и опыта, накопленного всей историей живописи, а не только в её абстрактный период. Несколько первых параметрических абстракций (точнее, абстракций с элементами параметрики) появились в начале 2000-х годов. Считается также, что до 2000 года параметризма в живописи не существовало.
Resin Art — ещё одно новое явление в абстрактной живописи, появившееся в этом десятилетии XXI века. Resin Art близок к живописи цветового поля, искусству прямого действия и по своей глубинной сути является новой разновидностью абстрактного экспрессионизма, и концепцией родственной концепции Джексона Поллока, при этом технология создания Resin Art живописи, естественным образом тяготеет к формам свойственным параметризму. В этом десятилетии появился Инстаграм, который играет особую роль в распространении актуальной информации о состоянии мирового абстрактного искусства. Ориентировочно с 2018 года Инстаграм стал социальной сетью с максимальным вовлечением аудитории, сопоставимой с Фейсбуком и Ю-тьюбом. До появления развитого Инстаграма ничего подобного не было, Инстаграм это концептуально новый вид распространения информации, позволяющий увидеть эволюцию абстрактного искусства не только в режиме реального времени, но и сильно влияющий на формирование новой структуры экспертного сообщества, что неизбежно влияет на вектор развития абстракционизма, и как следствие становится одним из факторов появления нового искусства. Роль популярных Инстаграм-блогеров для истории развития абстрактного искусства аналогична роли музыкальных радиостанций набравших массовости после 2-й мировой войны. Абстрактное искусство впервые в истории становится общедоступным, также как когда-то общедоступным стали музыкальные записи транслировавшиеся по радио. Сходство Инстаграма с Радиостанциями в легкодоступности, искать Инстаграм-блогеров на смартфоне также просто, как радиоприёмником искать музыкальные радиостанции. Как следствие, абстрактное искусство стало доступно большинству социальных групп, которые до появления интернета и Инстаграма находились в информационной блокаде; ещё в 1990-х годах в такой частичной или полной информационной блокаде находились почти 100 % от числа тех, кого интересовала тема абстрактного искусства (почти 100 %, это сильно больше чем 99 %). Инстаграм от глобального интернета отличается тем, что в нём ориентироваться значительно легче, чем в глобальном интернете.
Инстаграм играет настолько важную роль, что историю получения информации о состоянии мирового абстрактного искусства можно поделить на три этапа: 1-й — до появления общедоступного интернета, 2-й — после появления общедоступного интернета и до появления развитого Инстаграма, 3-й — после появления развитого Инстаграма

### 2020-е годы
Первое важное историческое событие нового десятилетия связано с открытием 12 декабря 2019 года в Майами первого музея граффити Museum of Graffiti — museumofgraffiti.com. Многие из художников этого музея являются представителями абстрактного искусства.

## Абстрактное искусство сегодня
Узнать актуальную информацию о том, что сейчас происходит с абстрактным искусством, можно в социальных сетях и сайтах привязанных к АртФейрам (англ. ArtFire), то есть ярмаркам современного искусства, наиболее масштабными АртФейрами являются ART BASEL, ART FRIEZE и Венецианская биеннале. Также новейшая история искусства проявлена в наиболее развитых арт галереях занимающихся абстракцией, имеющих свои представительства по всему миру, например галереи White Cube Art Gallery, Gagosian Gallery, Saatchi Gallery. Крупнейшие музеи мира специализирующиеся на абстрактном искусстве: Тейт Модерн, Центр Помпиду, Музей Соломона Гуггенхейма, Нью-Йоркский музей современного искусства и Новый музей современного искусства в Нью-Йорке, Музей американского искусства Уитни.
На сегодняшний день в мире сформировано 4 точки концентрации абстрактного искусства с полноценной инфраструктурой необходимой для его поддержки и развития — это Лондон, Париж, Нью-Йорк и Лос-Анджелес

## Галерея
- Артур Доув, 1911
- Робер Делоне, 1938